# Хардхајм
Хардхајм (њем. Hardheim) општина је у њемачкој савезној држави Баден-Виртемберг. Једно је од 27 општинских средишта округа Некар-Оденвалд. Према процјени из 2010. у општини је живјело 7.340 становника. Посједује регионалну шифру (AGS) 8225032, NUTS (DE127) и LOCODE (DE HDH) код.

## Географски и демографски подаци
Хардхајм се налази у савезној држави Баден-Виртемберг у округу Некар-Оденвалд. Општина се налази на надморској висини од 250 метара. Површина општине износи 87,0 km². У самом мјесту је, према процјени из 2010. године, живјело 7.340 становника. Просјечна густина становништва износи 84 становника/km².

## Међународна сарадња
| Мјесто | Држава     | Врста сарадње | Од    |
| ------ | ---------- | ------------- | ----- |
| Сип    | Француска  | партнерство   | 1966. |
|        | Швајцарска | партнерство   | 1966. |
| Извор  |            |               |       |